# Goor vasútállomás
A Goor vasútállomás egy vasútállomás Hollandiában, Goor városában.

## Vasútvonalak
Az állomást az alábbi vasútvonalak érintik:
- Zutphen–Glanerbeek-vasútvonal

## Kapcsolódó állomások
A vasútállomáshoz az alábbi állomások vannak a legközelebb:
- Lochem vasútállomás
- Delden vasútállomás